# 圣贝纳迪诺隧道
圣贝纳迪诺隧道是瑞士东南部的一座穿山隧道，承载瑞士A13高速公路穿过格勞賓登州的圣贝纳迪诺山口，长6596米，1961年7月开工，1967年12月1日通车，在1980年之前都是瑞士最长公路隧道。

## 图集

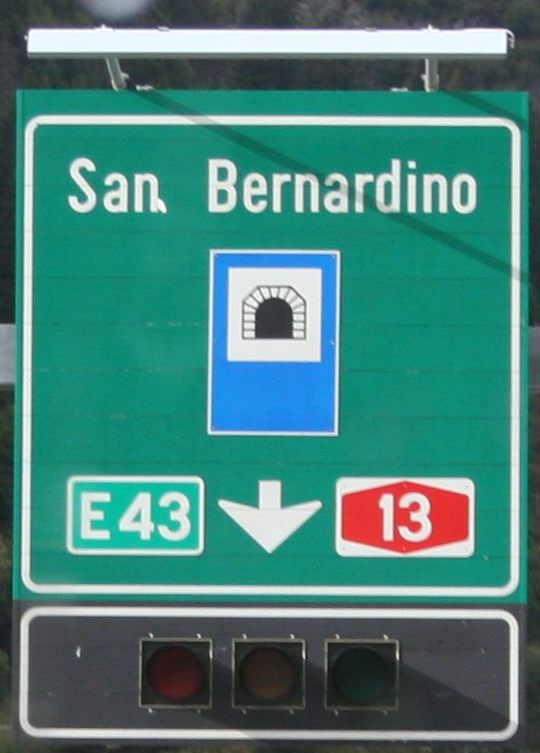
圣贝纳迪诺隧道的标牌